# Estoloides alboscutellaris
Estoloides alboscutellaris är en skalbaggsart som beskrevs av Stefan von Breuning 1943. Estoloides alboscutellaris ingår i släktet Estoloides och familjen långhorningar. Inga underarter finns listade i Catalogue of Life.